# Мать Иоанна от ангелов (фильм)
«Мать Иоанна от ангелов» (пол. Matka Joanna od Aniołów) — фильм польского режиссёра Ежи Кавалеровича по повести Ярослава Ивашкевича. Критики относят его к так называемой «трилогии одиночества», куда также входят снятые до этого фильмы «Настоящий конец большой войны» (1957) и «Поезд» (1959).

## Сюжет
Действие фильма разворачивается в XVII веке в женском монастыре. Настоятельницу мать Иоанну одолевают демоны. Чтобы изгнать их, в монастырь направляют ксёндза Сурена. Однако ему поначалу не удаётся справиться с ситуацией, и лишь жертвоприношение Сурена помогает настоятельнице освободиться от козней Лукавого.

## Историческая основа
В основе сюжета — реальный исторический факт: имевшая место в 1634 году коллективная истерия монашек из монастыря урсулинок в Лудене (Франция). Этой истории посвятил свой роман «Луденские дьяволы» (1952) английский писатель Олдос Хаксли. Позднее к этой же теме обратился режиссёр Кен Расселл в фильме «Дьяволы».

## В ролях
- Люцина Винницка — мать Иоанна
- Анна Цепелевская — сестра Малгожата
- Мечислав Войт — ксёндз Сурин
- Казимеж Фабисяк — ксёндз Брым
- Станислав Ясюкевич — Хшонщевский
- Францишек Печка — Одрин
- Зыгмунт Зинтель — Винцент Володкович
- Ивона Слочиньская — монахиня
- Магда Тереса Вуйцик — монахиня

## Дубляж на русский язык
- Антонина Кончакова, Иван Рыжов, Данута Столярская, Александр Баранов, И. Гуров, В. Рождественский, Ч. Сушкевич, Г. Фролова и другие.

## Реакция Ватикана
Ватикан в лице польской католической церкви оценил фильм отрицательно, восприняв его как произведение кощунственное, наносящее «удар по религиозным основам».

## Награды
- 1961 — Приз жюри Ежи Кавалеровичу на МКФ в Каннах
- 1961 — награда Французской киноакадемии «Хрустальная звезда» Люцине Винницкой
- 1963 — приз Ежи Кавалеровичу на МКФ в Оберхаузене